# Colchicum gonarei
Colchicum gonarei är en tidlöseväxtart som beskrevs av Camarda. Colchicum gonarei ingår i släktet tidlösor, och familjen tidlöseväxter.
Artens utbredningsområde är Sardinien. Inga underarter finns listade i Catalogue of Life.